# Pozytywki

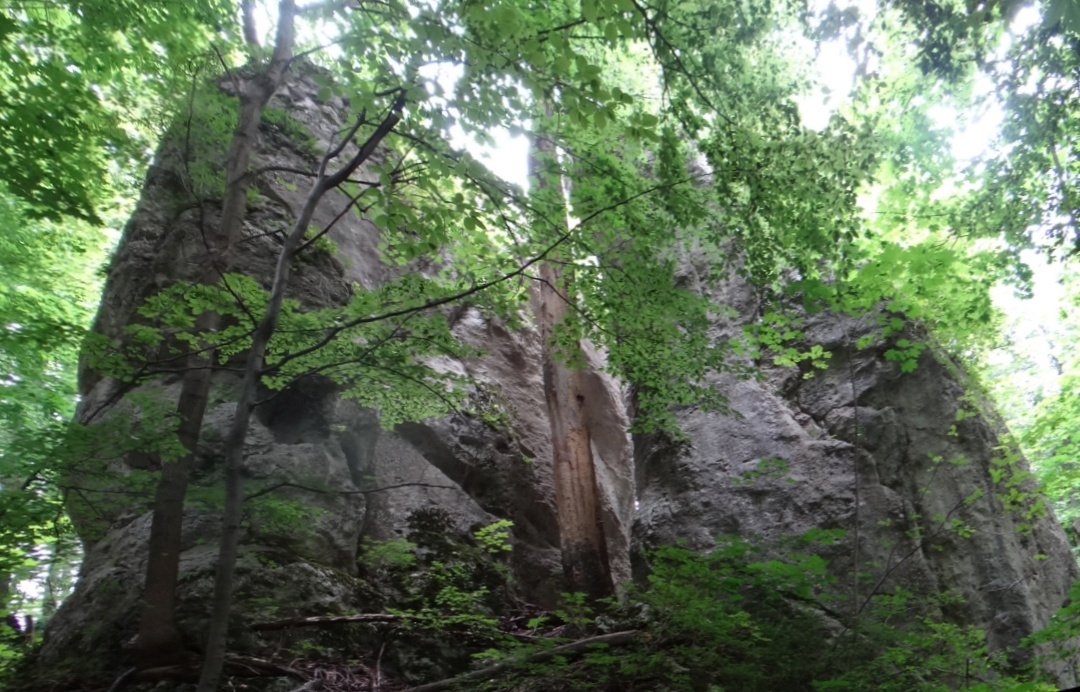
Pozytywki (po lewej) i Podwale

Pozytywki – skała w rezerwacie przyrody Parkowe we wsi Siedlec w województwie śląskim, w powiecie częstochowskim, w gminie Janów. Znajduje się przy drodze wojewódzkiej nr 793, zaraz naprzeciwko wjazdu do Pstrągarni w Złotym Potoku. Pod względem geograficznym znajduje się w Dolinie Wiercicy na Wyżynie Częstochowskiej.
Zbudowana z twardych wapieni skalistych skała Pozytywki ma wysokość 25 m i znajduje się w odległości kilkudziesięciu metrów od drogi na stromym zboczu Osiedla Wały. Dawniej uprawiana była na niej wspinaczka skalna. Jest 6 dróg wspinaczkowych o trudności od VI.1+ do VI.4 w skali Kurtyki oraz 4 projekty. Na 5 drogach zamontowano stałe punkty asekuracyjne (ringi i stanowiska zjazdowe), na jednej tylko stanowisko zjazdowe, ale obecnie wspinaczka na tej skale jest zabroniona.
Na zboczu poniżej Osiedla Wały jest jeszcze kilka innych skał: Międzywałowa, Podwale, Skała z Krzyżem, Skała na Studni. Dawniej uprawiana była na nich wspinaczka skalna, obecnie wspinaczka na wszystkich tych skałach jest zakazana.

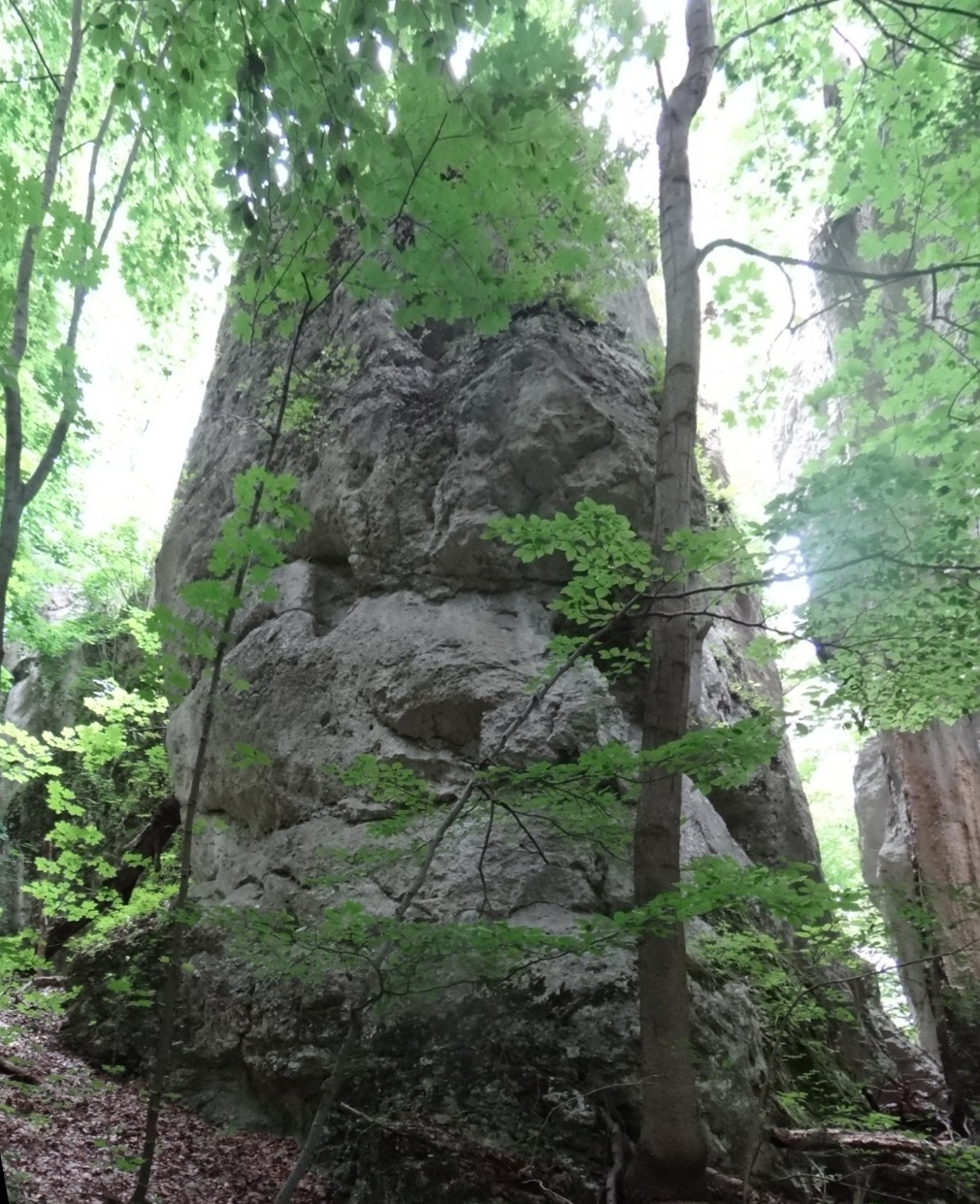
Pozytywki